# Кузькин, Алессандро
Алессандро Вита Кузькин (итал. Alessandro Vita Kouzkin, 3 сентября 1992, Рим, Италия) — российско-итальянский автогонщик.
Сын итальянца и россиянки. Родился в Риме. Живёт в Болонье. Отец — Эрнесто Вита, владевший в 1990 году в Формуле-1 командой Life, которая ни разу не прошла предквалификацию и прекратила существование за два этапа до конца сезона. Эрнесто Вита является менеджером Алессандро.
Спортивную карьеру Кузькин начал в картинге, где завоевал несколько побед и подиумов в престижных турнирах — Зимнем кубке, Кубке чемпионов, Torneo Industre, Bridgestone Cup Europe.
В 2008 году выступал в итальянском и швейцарском первенствах Формулы Renault 2.0 за команду Cram Competition, где по итогам сезона занял 14-е и 6-е места соответственно.
В 2009 году Алессандро дебютировал в Международной Формуле Мастер (IFM), по-прежнему выступая за команду Cram Competition. В первом заезде дебютного этапа на сложнейшей городской трассе По (Франция) он финишировал 4-м, а во втором заезде и вовсе сотворил сенсацию — одержал победу. Следующие несколько гонок сложились для Кузькина неудачно. Вторую свою победу он одержал на трассе Брэндс-Хэтч (Англия), стартовав с поул-позиции и лидируя от старта до финиша.
В 2011 Александр принял участие в первом этапе кузовной гоночной серии V8 Superstars, и в первой из двух гонок финишировал на 15 месте.